# Hans Albrecht Segesser von Brunegg
Hans Albrecht Segesser von Brunegg († 4. Juli 1611 in Markdorf) war ein Schweizer Ratsherr und Offizier der päpstlichen Schweizergarde.

## Leben
Hans Albrecht Segesser gehörte zur Luzerner Linie des Aargauer Ministerialengeschlechts Segesser von Brunegg. Er war ein Sohn des Ritters Albrecht Segesser von Brunegg und dessen dritter Ehefrau Katharina von Hinwyl.
1587 war er Anwärter auf ein Stipendium in Mailand, wo er am 12. Februar 1591 nachgewiesen ist. 1591 wurde er Mitglied des Grossen Rats zu Luzern, 1593 von Luzern zum Leutnant seines Vetters, des Gardehauptmanns Stephan Alexander Segesser von Brunegg ernannt. 1600 wurde er von Papst Clemens VIII. zum Römischen Pfalzgrafen und Ritter vom Goldenen Sporn erhoben. Seit 1606 erscheint er als Capitano (Hauptmann).
Am 4. Mai 1598 heiratete er Maria Jakobea von Mettenwyl, Tochter des Pannerherrn Hans von Mettenwyl, die das Schloss Schauensee mit in die Ehe brachte.
Er starb am 4. Juli 1611 in Markdorf und wurde in St. Katharinental bei Diessenhofen bestattet.